# Beerocephals
Beerocephals (Бироцефалы) — ленинградская рок-группа образовалась в 1989 году, начавшая свой творческий путь ещё во времена легендарного питерского клуба «Там-Там».

## История
Первыми в России начали играть в стиле хардкор-панк. Сева Новгородцев, ведущий в то время на радио ВВС свою программу, впервые выпустил «Beerocephals» в эфир и это была первая группа подобного стиля. В 1994 году после смерти бас-гитариста музыканты ушли со сцены на 5 лет. Возрождение началось в 1999 году, когда встретились бас-гитарист группы «Hasta La Vista Che» Гурба и вокалист Ганс. Тогда же на студии «До-Ре-Микс» Гансом практически в одиночку был записан альбом «Поганые Пляски» в стиле пого-дэнс.

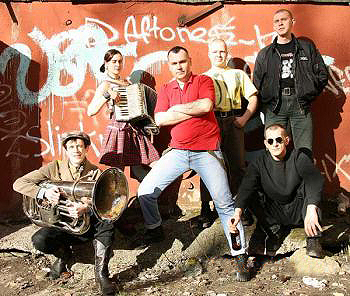
BEEROCEPHALS

В 2000 году в группу приходит Даша и в группе появляется нестандартный для этого стиля инструмент — аккордеон. В 2003 году Бироцефалы выпускают альбом «Алкогольное Панк-Безумие». А в 2005 году альбом — «Чарку наливай!». В 2007 приходят сразу два гитариста — Андрей Маслов из легендарной группы «The Пауки» и Дмитрий «Zork» Солопов, коллега Гурбы из «Hasta La Vista Che». Группа записывает альбом «Идем Пить Пиво». Альбом очень разноплановый — здесь можно услышать хардкор-панк, ска, фолк, среди инструментов появилась туба и волынка.
Осенью 2008 года группа снимает клип на песню «Забей на порядок», который более трёх месяцев находится в ротации на первом альтернативном телеканале А1 и в 2009 году номинировался на премию RAMP 2009 в номинациях Клип Года и Группа открытие года.
С 2008 года группа является лицом легендарной обуви из Англии «TUK».

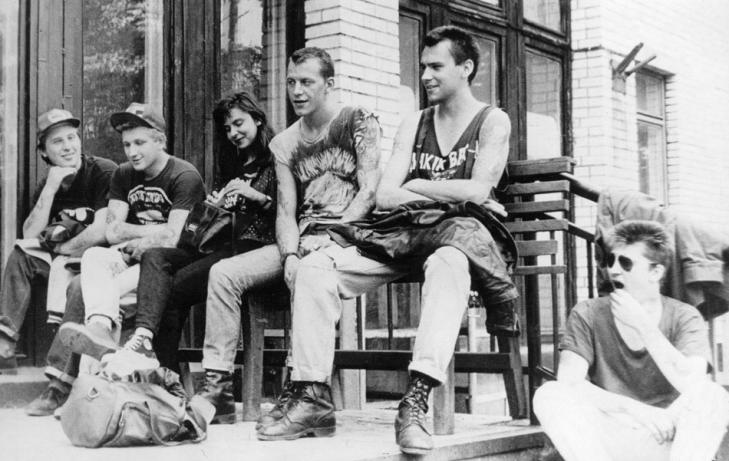
BEEROCEPHALS

О творчестве группы было рассказано в документальном фильме «ТАМТАМ: Музыка смутного времени» режиссёра Ивана Бортникова.

## Дискография
- 1992 год — «Бормашина»
- 1993 год — «Бюргер»
- 1999 год — «Поганые Пляски»
- 2003 год — «Алкогольное Панк-Безумие»
- 2005 год — «Чарку наливай!».
- 2007 год — «Идем Пить Пиво».
- 2009 год — «Billy-Beer-Dance» (Remixes)
- 2009 год — «Забей!» (Сборник)

## Видеография
На данный момент снято четыре клипа:
- «Забей» — 2008 г.
- «Бодрые колёса» — 2010 г.
- «Калевала» — 2011 г.
- «Бормашина» — 2018 г.